# Kerk van de Oud Gereformeerde Gemeenten in Nederland (Terneuzen)
De kerk van de Vrije Oud Gereformeerde Gemeenten (OGG) te Terneuzen is een kerkgebouw in de Zeeuwse stad Terneuzen, gelegen aan de Evertsenlaan 90.
Een nieuwe kerk werd in 2007 in gebruik genomen. Deze werd ontworpen door architectenbureau Roos en Ros en oogt als een schuurkerk onder zadeldak. Het biedt ruimte voor 170 bezoekers. De kerkgemeente maakt verder gebruik van enkele bijgebouwtjes.

## Kerkgemeente
De oud gereformeerde gemeente van Terneuzen is gesticht door dominee Mieras. In 1950 trad de kerkgemeenschap samen  met dominee De Reuver uit het verband van Oud Gereformeerde Gemeenten in Nederland omdat de dominee een over hem uitgesproken schorsing niet wilde erkennen. De Reuver was er dominee vanaf 1945 tot aan zijn emeritaat in 1983.
De Oud Gereformeerde Gemeente van Terneuzen kerkte sinds 1950 aan de Nieuwediepstraat 32. De kerkgemeenschap verkocht het kerkje aan een projectontwikkelaar die het verbouwde tot een logement voor arbeidsmigranten.
De kerkgemeenschap maakt deel uit van het vriendschapsverband van zelfstandige oud gereformeerde gemeenten samen met de gemeenschappen in Ede, Hendrik-Ido-Ambacht, Oldebroek en Rijssen.